# 53-тя дивізія протиповітряної оборони (РФ)
53-тя дивізія ППО — з'єднання сил ППО в складі 11-ї армії ВПС і ППО Східного військового округу Росії. Частини дивізії базуються в Камчатському краї.

## Структура
До складу дивізії входять:
- 2532-й зенітний ракетний полк (в/ч 60027), місто Петропавловськ-Камчатський.
- 60-й радіотехнічний полк (в/ч 52020), селище Коряки Камчатського краю.